# 간사이 독립 리그
간사이 독립 리그(일본어: 関西独立リーグ)는 일본의 긴키 지방 (간사이)을 중심으로 활동하는 프로야구 독립 리그이다. 2018년 12월 3일까지의 리그 이름은 BASEBALL FIRST LEAGUE(베이스볼 퍼스트 리그, BFL)이었다. 2020년 1월에 사와카미 재단과 명명권 계약 을 체결하고, 같은 해의 리그 명칭을 사와카미 간사이 독립 리그라는 이름으로 5월 1일 발표했다.
2009년부터 2013년까지 활동한 초대 간사이 독립 리그(구 간사이 독립 리그)와는 일부 구단이 겹치지만, 운영 모체는 다르다.
간사이 독립 리그로 개칭 후, 구 리그가 사용하고 있던 약칭 KANDOK가 부활하였다. 2019년도부터 구 리그 시대의 URL인 kandok.jp를 재사용하고 있으며, 저작권 표기로 KANDOK가 부가된다. 2021년도부터는 KANDOK 로고가 웹사이트에서 크게 표시되고 있다.